# Суанг Сапсамруай
Суанг Сапсамруай (тайск. สวง ทรัพย์สำรวย, 1 апреля 1914 года — 29 апреля 2002 года, Бангкок, Таиланд) — тайский комик, актёр. Народный артист Таиланда (1995, киноискусство). Известен под сценическим именем Lor Tok (тайск.: ล้อต๊อก).
Начал актёрскую карьеру в 1930-х гг. и завершил в конце 1980-х гг. Участвовал в съемках более чем 1000 фильмов, среди которых наибольшую известность ему принесла кинокартина «Деньги, деньги, деньги» (1983). За роль в этом фильме получил награду за лучшую мужскую роль на одном из самых престижных кинофестивалей в Таиланде.

## Детство и юношество
Родился в пригороде Бангкока в семье садовника. В семье было пятеро детей. В детстве освоил игру на нескольких традиционных тайских музыкальных инструментах. После школы работал вместе с отцом, затем устроился пришвартовщиком паромов и лодок. Кроме того, до начала актёрской карьеры успел поработать шофером в провинции Накхонратчасим. Профессионально занимался тайским боксом. Проходил службу в Королевской армии Таиланда.

## Карьера
В 1930 году присоединился к комедийной труппе и начал выступать в паре с популярным комиком Джоком Докчаном. Завоевал популярность после комедийного спектакля Klai Glua Kin Dang (Near Good Salt, Eat Bad Salt). После этой роли начал использовать сценическое имя Лор Ток.
В 1933 году вышел первый фильм с его участием.
В 1969 году основал собственную продюсерскую компанию Tok Boom Parpayon. В 1980-х годах был особенно популярен на тайском телевидении, участвовал в многочисленных шоу.
В 1985 году в прокат вышла музыкальная комедия «Деньги, деньги, деньги», где он сыграл главную роль. Эта роль принесла ему небывалую популярность, а также признание в кинематографическом сообществе Таиланда. Получив награду за лучшую мужскую роль, Лор Ток стал одним из самых знаменитых актёров Таиланда того времени.

## Личная жизнь
Женился на актрисе по имени Сомджит, победительнице нескольких местных конкурсов красоты. У пары было трое детей.
Из-за чрезмерного курения страдал от эмфиземы легких. 28 апреля 2002 года во время репетиции танцевального представления упал в обморок, после чего был срочно госпитализирован. 29 апреля 2002 года скончался в больнице в Бангкоке.